# Bellonella granulata
Bellonella granulata is een zachte koraalsoort uit de familie Alcyoniidae. De koraalsoort komt uit het geslacht Bellonella. Bellonella granulata werd in 1862 voor het eerst wetenschappelijk beschreven door Gray. 